# Sept du Texas
Pour plus de détails, voir Fiche technique et Distribution.
Sept du Texas (Antes llega la muerte) est un western hispano-italien sorti en 1964, réalisé par Joaquín Luis Romero Marchent.
Même si ce film ne fait pas partie au sens strict des westerns spaghetti (il précède en effet Per un pugno di dollari), il a été classé comme tel à l'occasion de la Mostra de Venise de 2007, dans le cadre de la rétrospective sur lesdits westerns.

## Synopsis
Bob Carey, un pistolero, sort de prison à la fin de sa peine. Dès qu'ils l'apprennent, Ringo et ses deux frères, estimant qu'il n'a pas payé assez pour son crime, décident de le tuer. Cinq ans auparavant, Bob avait tué un homme pour défendre sa femme, Maria. Et Ringo est convaincu que Bob reviendra en ville pour demander à Maria de revenir avec lui.
Entre-temps, Maria a épousé un riche propriétaire, Clifford. Quand Bob la retrouve, elle refuse de se joindre à lui, se disant amoureuse de son mari. Clifford, quant à lui, a découvert que Maria souffrait d'une tumeur au cerveau, et seul un médecin de Larado pourrait tenter de la soigner. Clifford décide de n'en rien dire à Maria, et explique ses maux de tête par le fait qu'elle soit enceinte. Maria ayant désiré quitter la petite ville pour Larado, Clifford vend ses terres et décide de partir. Ringo de son côté défie Bob en duel, mais est blessé aux deux mains.
Le chemin le plus court pour Larado passe par un territoire indien, et même en le contournant, cet itinéraire est plein de dangers. Clifford demande à Roger, un vieil ami, d'organiser une caravane avec une escorte de pistoleros, en échange d'une belle somme. Roger, mis au fait de la santé de Maria, accepte. Cinq pistoleros s'adjoignent à la caravane, avec le projet de voler Clifford dès que possible. Lin Chu, le cuisinier du fort, contraint de s'enfuir parce qu'il avait cuisiné du coyote en le faisant passer pour du veau, est aussi de la caravane. Le voyage des neuf personnages débute alors.
Dans une gorge, Ringo, portant encore des bandages aux mains, tend une embuscade avec ses frères contre Bob. Celui-ci parvient à tuer les deux frères. Il est blessé, mais laisse la vie à Ringo, qui ne peut se défendre avec ses mains bandées. Arrive dans la même gorge la caravane, qui décide d'emmener les deux hommes blessés. Le voyage devient compliqué, du fait de la neige et des indiens. Tous doivent collaborer pour survivre. Les pistoleros retardent donc leur vol, jusqu'à ce que trois d'entre eux décident de faire bande à part. Dans la bagarre qui s'ensuit, l'un des voleurs est tué, et Jess est abandonné dans le désert, avec peu de chances de survivre.
Bob reprend des forces et participe à la protection du groupe. Une nuit, des indiens attaquent la caravane, mais Ringo se réveille à temps et éveille Bob avec lequel ils éliminent les deux attaquants. Cependant les plais de Ringo se rouvrent. Pour le soigner et refaire des provisions, la caravane se détourne vers un fort. Pendant qu'ils sont dans le fort, les indiens attaquent. Malgré les pertes - ils ne sont plus que sept -, Clifford décide de partir le jour suivant. En plein désert, ils arrivent à une oasis où ils retrouvent Jess, qu'ils avaient abandonné, armé et décidé à se venger. Il tue de sang froid Roger et Scommetti. Ne restent plus que Ringo et Bob, Clifford et sa femme, et le cuisinier Lin Chu. Ringo et Bob décident d'attaquer l'oasis. Ils parviennent à tuer Jess.
Arrivant près de la ville, Ringo et Lin Chu abandonnent la caravane, tandis que Bob mène les chevaux vers Larado, mais Maria meurt alors que la ville est en vue.

## Fiche technique
- Titre français : Sept du Texas[1]
- Titre original espagnol : Antes llega la muerte
- Réalisation : Joaquín Luis Romero Marchent
- Scénario : Joaquín Luis Romero Marchent, Federico De Urrutia, Manuel Sebares
- Musique : Riz Ortolani
- Production : Alberto Grimaldi, Ugo Novello, Joaquín Luis Romero Marchent et Félix Durán Aparicio pour Centauro Films, PEA[1]
- Pays :  Espagne,  Italie
- Genre : western spaghetti
- Durée : 98 min[1]
- Langue originale : espagnol
- Format d'image : 2,35:1
- Distribution en Italie : San Paolo Film
- Photographie : Rafael Pacheco
- Montage : Mercedes Alonso
- décors : Jaime Pérez Cubero, José Luis Galicia
- Costumes : Humberto Cornejo
- Maquillage : Fernando Florido
- Année de sortie : 1964
  - Italie : 12 septembre 1964 (I sette del Texas)
  - Espagne : 6 novembre 1964 (Antes llega la muerte)
  - Allemagne de l'Ouest : 29 janvier 1965 (Die 7 aus Texas)
  - France : 26 mai 1965

## Distribution
Sauf indication contraire, les informations mentionnées dans cette section peuvent être confirmées par la base de données cinématographiques IMDb,  présente dans la section « Liens externes ».
- Paul Piaget : Bob Carey
- Gloria Milland : María
- Jesús Puente : Clifford
- Fernando Sancho : Scommetti
- Claudio Undari (sous le pseudo de Robert Hundar) : Ringo
- Francisco Sanz : Roger
- Wu Pak Chiu (ou Gregorio Wu) : Lin Chu
- Antonio Gandía : Bob
- Beni Deus : Dan
- Raf Baldassarre (sous le pseudo de Ralph Baldwyn) : Jess
- Luis Induni : Donald
- Indio González
- John Bartha
- Joe Kamel : Greg
- Alvaro de Luna : Burns
- Lorenzo Robledo : capitaine
- Ricardo Rodriguez : indien
- Alfonso Rojas : Harvey
- Emilio Rodriguez : capitaine
- Emilio Berrio
- Pedro Fenollar
- Roman Ariznavarreta
- Andrea Scotti